# 스털링 기관

알파 스털링 기관.

베타 스털링 기관.

스털링 기관(영어: stirling engine)은 닫힌 공간 안의 가스를 서로 다른 온도에서 압축·팽창시켜 열에너지를 운동에너지로 바꾸는 장치이다.
스털링 기관은 연소할 때 폭발행정이 없기 때문에 엔진의 진동, 소음이 낮다. 또한, 외연기관이기 때문에 화석연료뿐 아니라 석유, 천연가스를 비롯하여 목질계 연료, 공장 폐열, 태양열 등 모든 열원을 이용할 수 있는 열기관이다.
스털링 기관의 원리는 1816년 영국의 목사 스털링이 고안한 것으로 알려져 있다. 그러나 증기기관과 내연기관의 급속한 발전으로 빛을 받지 못하다가 근래에 와서 관련기술, 특히 내열재료(내열재료)와 실(seal) 기술의 발전, 그리고 에너지절약과 대체에너지의 중요성이 강조되면서 다시 개발되기 시작했다. 고효율성이라는 특징을 살린 소형발전기, 연료의 다양성이라는 특징을 활용한 바이오매스 또는 폐열을 이용하는 시스템을 실현할 수 있는 엔진으로 기대를 모으고 있다.

## 원리
오른 운동학적 구동기구인 롬빅 기구를 갖춘 베타형 스털링 엔진의 경우에서
1. 디스플레이서가 저온부(위쪽)로 이동한다. 이동한 디스플레이서에 의해 시스템 내의 작동유체(기체, 혼합기체인 공기 혹은 순수기체인 수소, 헬륨등이 주로 사용된다)가 고온부(아래쪽)로 이동한다.
2. 작동 유체는 고온부로 이동하면서 가열되어 시스템 내의 전체 압력이 상승한다. 상승된 압력은 동력(파워) 피스톤을 상승시키며 시스템 내의 동력을 발생시키고, 이 동력은 피스톤 로드를 통해 회전하는 크랭크 축에 저장된다.
3. 크랭크 축의 회전에 의해 디스플레이서가 고온부(아래쪽)으로 이동한다. 이동한 디스플레이서에 의해 시스템 내의 작동유체는 저온부(위쪽)으로 이동한다.
4. 작동 유체는 저온부로 이동하면서 냉각되어 시스템 내의 전체 압력이 하락한다. 하락한 압력은 동력 피스톤의 하락에 의한 시스템 내의 작동유체의 수축을 허락하며, 이 동력은 회전하는 크랭크 축에 저장된 작동유체의 팽창 에너지의 일부이다. 크랭크 측에 저장된 에너지가 수축에 필요한 에너지보다 큰 경우, 작동유체는 저온부에서 충분히 압축되며 한 사이클이 마무리되고, 다음 사이클이 진행될 준비가 시작된다.

여기에서 사이클이 지속적으로 동작되기 위한 필요 충분 조건은 바로 크랭크 축에 작동유체의 팽창 동안에 저장된 에너지가 디스플레이서를 고온부와 저온부로 이동시킨 뒤에 다시 피스톤을 압축하여 시스템 내의 작동 유체를 다음 행정에 필요한 만큼 충분히 수축시킬수 있어야 한다는 것이다. 만약 저장에너지와 피스톤들을 움직이고 작동유체를 압축시키는 에너지보다 같거나 작다면 외부로 동력을 인출할 수 없고, 엔진은 정지하며, 다음 사이클을 진행할 수 없다. 크랭크 축에 충분한 에너지가 저장되고 한 행정의 팽창에서 생산된 에너지가 필요한 에너지보다 크다면, 엔진은 지속적으로 동작하고, 외부로 생산된 동력을 보낼 수 있다.

## 종류
- 알파(α) 스털링 기관: 디스플레이서 없이 두개의 동력(파워)피스톤으로 스털링 사이클을 구성한다. 두 피스톤간의 동작의 차를 위상각이라 하며, 이 두 피스톤의 위상각을 이용하여 스털링 사이클에 필요한 압축, 팽창, 작동 유체의 이동을 구성한다. 한 피스톤은 고온부 실린더에, 한 피스톤은 저온부 실린더에 위치하며 일반적으로 2개의 실린더에 2개의 피스톤이 존재한다.
- 베타(β) 스털링 기관: 팽창과 수축을 담당하는 동력(파워) 피스톤과 작동유체의 이동을 담당하는 디스플레이서와 단일한 하나의 실린더로 구성된다. 두 피스톤의 동작 관계를 구성하는 구동학적인 장치에 의해 각각 피스톤간의 움직임이 정의되나, 일정한 위상각하에 움직이며, 대부분의 경우에서 동력 피스톤을 통과하는 디스플레이서 피스톤의 로드가 존재한다. 구조상 동력 피스톤과 디스플레이서 피스톤 사이에 구분벽이 존재하지 않아 두 피스톤 사이에 중첩되는 간섭공간이 존재하는 특징이 있으며, 상호관계에 따라 중첩공간이 존재하지 않을 수 있지만, 시스템의 효율을 위해서는 이 중첩공간이 클수록 효율이 좋아지는 경향이 있다.
- 감마(γ) 스털링 기관: 두개의 실린더에 디스플레이서 피스톤과 파워피스톤이 각각 들어간다. 배치 방식에 따라 하나의 실린더로 보일 수 있으나 격벽이 존재하여 구분이 가능하다. 베타형에 비하여 동력 전달 구조가 간편하여 제작이 용이하나 구조적으로 효율성은 감소되는 특징이 있다.
- 델타(delta)형 스털링 기관: 학계에서는 거의 무시되는 이론이나 하나의 디스플레이서와 두개의 파워피스톤3개의 실린더에 각각 존재하고 파워피스톤은 각각 고온부와 저온부에 위치하며 디스플레이서 실린더 역시 고온부와 저온부가 존재한다. Tom Peat가 주장하였다.
- 더블 액팅 스털링 엔진: 최소 3개 이상의 실린더와 3개 이상의 동력 피스톤으로 구성된다. 개별 실린더에 각각 1개의 동력 피스톤이 존재하며, 하나의 피스톤은 실린더 내의 고온부와 저온부를 구분한다. 하나의 실린더 내의 하나의 피스톤이 디스플레이서와 동력 피스톤의 역할을 겸하기 때문에 더블액팅 피스톤이라는 명칭이 이용되며, 하나의 피스톤과 실린더의 상부가 다른 피스톤과 그 피스톤의 실린더 하부가 1개의 스털링 사이클을 구성하는 동작 공간이 된다. 즉 3개의 실린더는 3개의 스털링 엔진을 구성하는 것으로 이러한 특성 때문에 동력 연결장치가 복잡한 특징을 가진다.
- 스털링 엔진은 위와 같이 피스톤 실린더 배치 구조에 따라 구분할 수 있지만 피스톤들 간의 동작 관계를 구성하는 메커니즘에 따라 구분하기도 한다. 먼저 기계적인 크랭크 축 등과 피스톤 로드등을 이용하는 경우를 운동학적 구동기구라 하며, 스프링 등의 고유진동주파수를 이용하여 크랭크 축 등 운동학적 연결 방식이 없는 것을 자유(Free) 방식이라 한다. 이 구분에서는 각각의 피스톤 종류에 따라 구동방식이 다르기도 하는데, 알파형의 경우는 운동학적 연결이, 베타형의 경우 일반적인 방식과 롬빅 구동방식과 프리 방식이 대표적(물론 이 외의 방식도 가능하다)이고, 감마형의 경우 일반적인 방식과 로스 요크 방식과 프리 방식이 대표적이다. 따라서 프리 방식인 프리피스톤 형식에도 알파형(더블액팅 프리피스톤 방식) 베타형(프리피스톤 베타형), 감마형(프리피스톤 감마형)이 존재하며 이 외에도 디스플레이서나 파워피스톤을 연결하는 동력 구조에 따라 마티니 방식(프리 동력 피스톤과 운동학적 디스플레이서)과 링봄 방식(프리 디스플레이서와 운동학적 동력 피스톤)이 존재한다. 여기에 음향적인 특징을 이용하여 디스플레이서를 생략하고 동력 피스톤만을 이용하는 열음향 엔진(라미나 플로우 등등)과 물 등을 피스톤으로 이용하는 플루다인 스털링 엔진, 사이클 과정을 연속적으로 구성하는 로터리 베인, 스크롤 구조 스털링 엔진 등이 있다.

## 이론

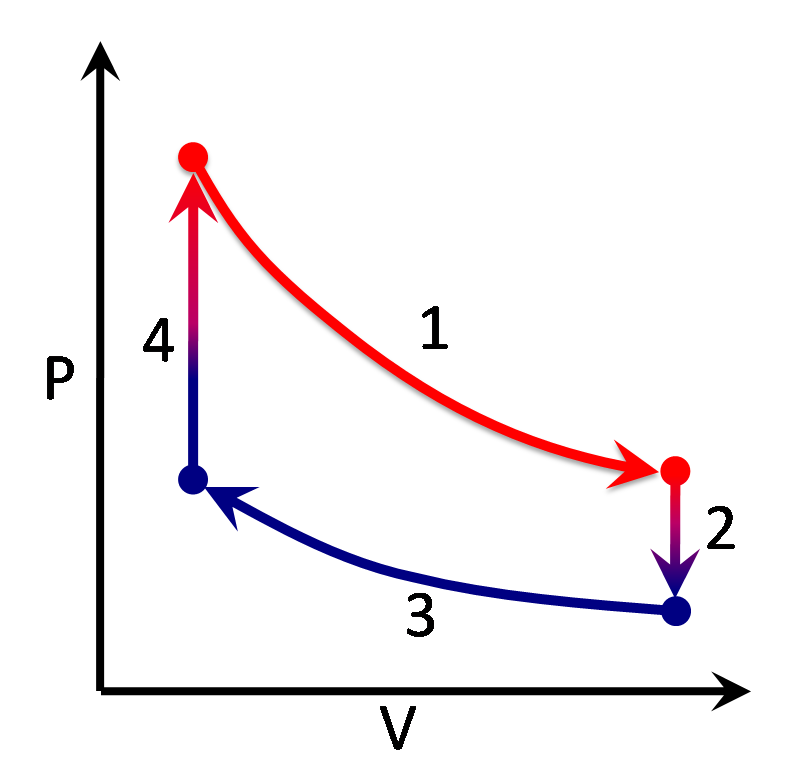
이상적인 스털링 사이클의 압력/부피 그래프

이상적인 스털링 사이클이 작동 유체에서 작용하는 4가지 열역학적인 프로세스를 구성한다.
1. 등온 팽창. 확장 공간 및 열교환기는 일정하게 높은 온도로 유지하고, 기체는 열원으로부터 열을 흡수하는 등온 팽창을 겪게된다.
2. 기체는 재생기를 통과한다. 그것은 냉각되고, 다음 사이클에서 사용하기 위해 재생기로 열을 전달한다.

## 장•단점
- 장점 - 고온 뿐 아니라 저온까지 이용할 수 있는 유일한 온도차 엔진이다. 온도차가 존재하면 스털링 기관이 작동하여 운동에너지를 만들 수 있기 때문에 주로 사용되고 있는 화석연료뿐만 아니라 태양열, 지열과 같은 다양한 연료 뿐 아니라 차가운 대기 등의 주변 조건까지 이용할 수 있다. 이론상 가장 높은 열효율을 달성할 수 있고, 개발 가능성이 높으며, 폐쇄 사이클로 환경친화성이 높고, 일반적인 내연기관과 구성 재료가 동일하여 재활용 등에서 별도의 오염을 생성하는 것이 적다. 또한 디젤,가솔린기관에비해 소음도 적다.

- 단점 - 전체적으로 개발이 부족한 엔진으로 장기적인 안목의 개발 노력이 필요하다. 개발 노력하에서 어려운 것은 하나를 개선하면 하나의 특성이 하락하는 등, 상반된 조건들을 성능개선의 특징으로 하는 것으로 구성부의 한쪽은 고온이며, 한쪽은 저온으로 시스템 내의 온도 변화가 크고, 시스템의 효율 상승을 위하여 누설이 쉬운 헬륨, 수소등 저 분자량 가스를 사용해야 하므로 밀봉(sealing)이 어려운점, 효율을 높이기 위해 고압을 사용해야 하는 점 등 재료학적 측면에서 극한의 조건을 수반하여 전략적이거나 고가의 합금을 이용해야 하는 등 상용화를 제약하는 어려움들이 있다. 더불어 대안적인 기술과 경합하므로 투입되는 노력 대비 획득할 수 있는 성과 부분에서 새로 등장한 기술(연료전지, 수소엔진, 초임계 CO2 발전 등등) 등과의 경합에서 한물 간 기술로 취급되어 각국의 정부 지원이 거의 없는 실정이다.

## 같이 보기
- 엔진
- 카르노 기관